# Памятник-бюст А. В. Вишневскому (Казань)
Памятник-бюст А. В. Вишневскому — скульптурный портрет знаменитого российского и советского хирурга, выполненный из цельного куска гранита и установленный в Казани. Александр Васильевич Вишневский с отличием окончил медицинский факультет Императорского Казанского университета (1899) и до 1934 года, а затем и в годы Великой Отечественной войны (находясь в эвакуации), работал в Казани. Памятник-бюст А. В. Вишневскому был открыт в 1971 году (в ряде изданий и интернет-публикаций открытие датируется 1973 годом). Его авторами являются: скульптор — В. И. Рогожин, архитектор – А. А. Спориус. 

## Территориальное расположение
Памятник-бюст А. В. Вишневскому находится в Вахитовском районе Казани, на пересечении улиц Бутлерова и Толстого. Он расположен недалеко от Хирургической клиники Казанского государственного медицинского университета, которая носит имя А. В. Вишневского (ул. Бутлерова, 47). 

## Описание
Памятник-бюст А. В. Вишневскому установлен на фоне декоративной стены, выложенной из известняковых плит, которая своей закруглённой конфигурацией создаёт пространство небольшой площади. Рядом с этой стеной установлена скульптура знаменитого хирурга, высота которой составляет 3,9 м.

Бюст Вишневского вместе с прямоугольным постаментом вырублен из единого гранитного блока. Спокойные, мягкие, обобщённые пластические формы с большой достоверностью передают портретные черты и выражают внутренний мир учёного-врача. Главной особенностью образно-психологической характеристики является ясно выраженное ощущение уверенности и большой человеческой доброты. Важный художественно-пластический момент скульптуры — выразительные руки хирурга.— Новицкий А. И.
На лицевой стороне постамента вырублена надпись в четыре строки: «Академик АМН СССР Вишневский Александр Васильевич». 